# Automatický závlahový systém
Automatické závlahové systémy slouží k zavlažování rodinných zahrad, firemních areálů i veřejných ploch. Využívají se tam, kde je žádoucí udržovat vitální zeleň, například na trávnících či záhonech. Zavlažují se také keře nebo zeleň v truhlících a květináčích.
Pokud je trávník zavlažován tak, aby byl vitální a pohledově pěkný, spotřebovává kolem 20 litrů vody na metr čtvereční týdně.[zdroj?]
Denní potřeba vody a interval závlah v závislosti na nejvyšší denní teplotě
(DIN 18035, díl 2, upraveno)
| Nejvyšší denní teplota (°C) | Potřeba vody za den (l.m-2) | Interval závlah (dny) |
| --------------------------- | --------------------------- | --------------------- |
| > 30                        | > 5                         | 4                     |
| 25 – 30                     | 3 – 4                       | 5 – 7                 |
| 20 – 25                     | 2 – 3                       | 7 – 10                |
| < 20                        | < 2                         | > 10                  |

## Technický princip
Systém je ovládán řídící jednotkou, která může být umístěna v domě, v garáži, na terase, ale i přímo v zahradě a zajišťuje automatický provoz celého systému. Voda je pod zemi rozvedena k jednotlivým místům spotřeby.
Zavlažování trávníku zajišťují postřikovače, které jsou umístěny v zemi. Po spuštění závlahy se tyto postřikovače vysunou a rozstřikují vodu na trávník. Po vypnutí závlahy se opět zasunou pod úroveň terénu, takže nejsou vidět a nepřekáží při sečení.
Zavlažování výsadeb v záhonech a keřů zajišťuje kapénková závlaha. Jedná se o perforované hadice ukryté pod mulčovací kůrou nebo štěrkem, které pozvolna odkapávají a zasakují do půdy k rostlinám.
Závlahový systém může být dále napojen na čidlo srážek, které vyhodnocuje srážkové úhrny a při dostatečném dešti (přednastaveném srážkovém úhrnu) celou závlahu vypne, aby nedocházelo k plýtvání vodou a přemokření trávníku. Systém může být také napojen na čidlo půdní vlhkosti, které v případě převlhčení půdy zastaví závlahu.
Závlahové systémy je ideální instalovat v průběhu realizace zahrady, nejpozději před založením trávníku. Závlaha může být instalována již do existující zahrady, ale toto řešení je většinou složitější a nákladnější.

### Výhody a nevýhody
Automatický závlahový systém šetří čas při zalévání trávníku a zajišťuje, že bude celá jeho plocha zavlažována rovnoměrně. Snižuje spotřebu vody způsobenou neefektivním využitím,[zdroj?] vzhledem k umístění systému pod zemí navíc nepřekáží v prostoru zahrady.
Nevýhodou systému jsou vysoké pořizovací náklady. Vybudovaný systém navíc není přenosný, což komplikuje případné pozdější stavební úpravy zahrady, změnu jejího uspořádání a využití.